# アフターブーケ
アフターブーケは、カナックス、花と緑の研究所、グリンルームアトリエ由花が商標登録している企業独自用語。
結婚式でブーケ・トスなどにより参加者に渡されるブライダルブーケに対し、挙式に使用したブーケを保存するため平面の押し花や立体のドライフラワーに加工したものをいう。
挙式後、製作者はブーケを回収し、解体して劣化の少ない部分のみを使用して製作する。そのため加工後の大きさは元のブーケよりも小さめに構成される。